# Бела Крајина
Бела Крајина (словен. Bela krajina) је историјска област у југоисточној Словенији, погранична са Хрватском. Главна средишта Беле Крајине су градићи Чрномељ, Метлика и Семич.

## Природни услови
Бела Крајина природно је одређена реком Купом на југу и планинама Кочевски Рог и Горјанци на северу.
Рељеф: Бела Крајина је крашко подручје брежуљкастог и брдског карактера. Јужни и средишњи део је блажи и повољнији за живот, док је северни планински - планине Кочевски Рог на северозападу и Горјанци на североистоку.
Клима: У нижим деловима општине влада умерено континентална клима, а у вишим влада њена оштрија, планинска варијанта.
Воде: Највећи водоток је погранична река Купа. Сви остали водотоци су мањи и притоке су реке Купе.
Живи свет: Обележје Беле Крајине је бреза. Од гајеног биља распрострањено је узгајање винове лозе и производња вина.

## Становништво
Бела Крајина спада у делове Словеније који су ретко насељени (<50 ст./km²). Претежно становништво су Словенци, али у Белој Крајини постоје и заједнице Хрвата и Срба од средњовековног периода.

## Срби у Белој Крајини
Белокрајинска општина Чрномељ је једина општина у Словенији са присутним српским староседеоцима од средњег века и српским селима (Адлешићи, Бојанци, Мариндол, Милићи, Пауновићи).